# VBTP-MR Guarani
El VBTP-MR Guaraní es un vehículo blindado, coproducido por la IVECO de Italia y el Ejército de Brasil en sus talleres de mantenimiento anexos a la planta de la italiana en Sao Jose dos Campos, la planta de Aceros Usinas Siderurgicas de Minas Gerais S.A. como proveedor de los aceros de blindaje requeridos para su casco, y otras firmas extranjeras, como Elbit, Rafael (para sistemas de armas) y que ha sido llevado a cabo desde el año 2007, tras una serie de acuerdos firmados entre dichos fabricantes y el gobierno de Brasil, para sustituir a los ya obsoletos EE-09 Cascavel y EE-11 Urutu de sus arsenales.

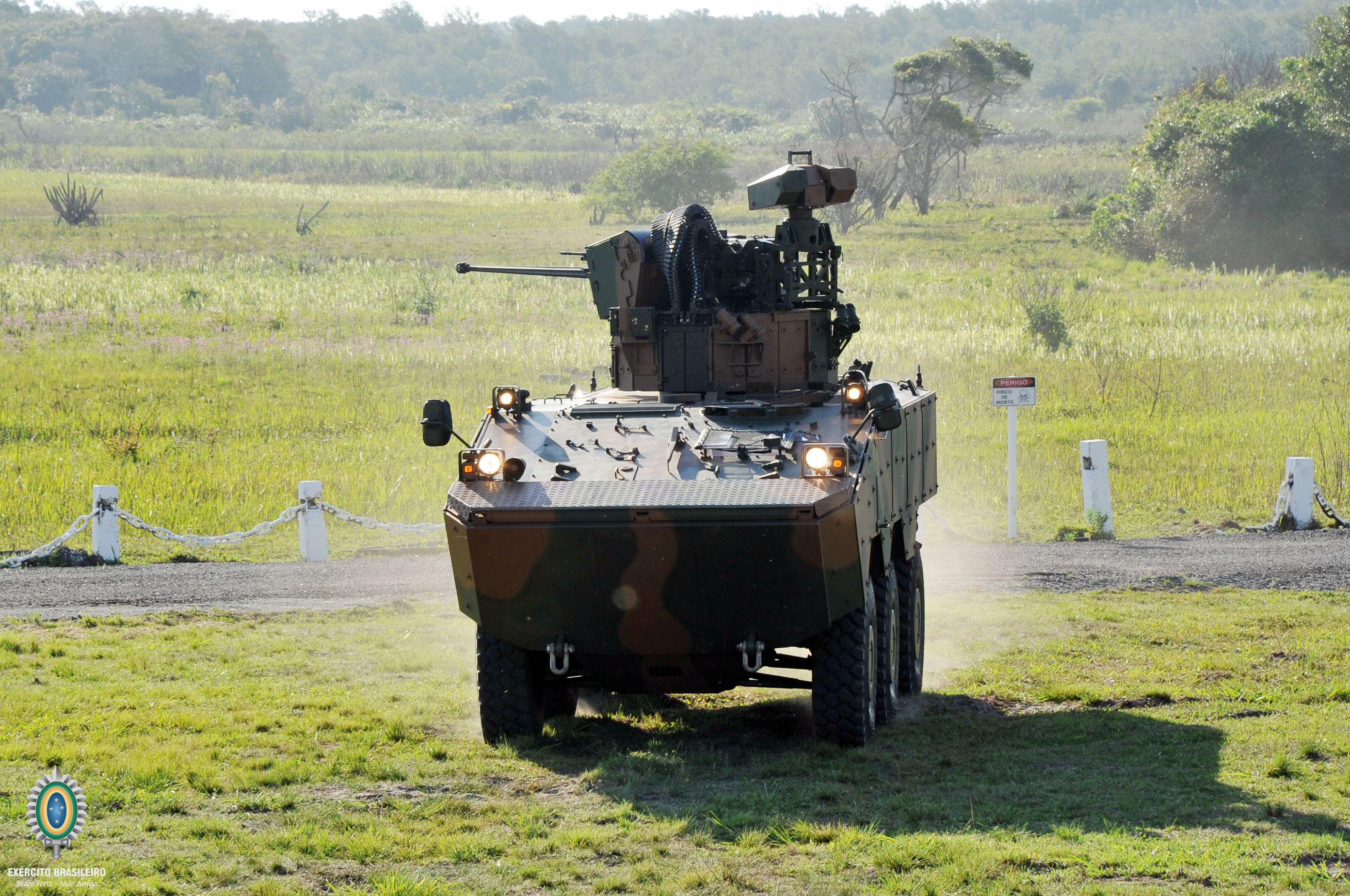
VBCI-MR Guarani (UT-30BR)

## Historia
En 1999, el Ejército de Brasil emitió una solicitud (ROB # 09/99) por el diseño de una nueva familia de vehículos blindados de combate, que contáse con capacidades anfibias, y capaz de reemplazar a los viejos blindados EE-09 Cascavel y EE-11 Urutu; ambos desarrollados en la década de los setenta. La principal característica de esta nueva familia es su diseño, de tipo modular; lo que les permitrá la incorporación de diferentes sistemas de armas, ya sea mediante torretas, u otra clase de armas de medio y largo alcance, así como se le podrá dotar de sensores y sistemas de comunicación del mismo modelo en varias de las variantes del mismo chasis.
El programa de desarrollo también incluye una versión de radiocomunicaciones, otra de transporte de tipo ambulancia y algunas diferentes como de apoyo de artillería y fuego, armadas con novedosos sistemas de armas de largo alcance, tales como morteros de los calibres 81 y 120 mm, así como posiblemente sea dotado de cañones para ser llevado al rol de cazacarros, y todas ellas con capacidades anfíbias, gracias a su base de concepción.

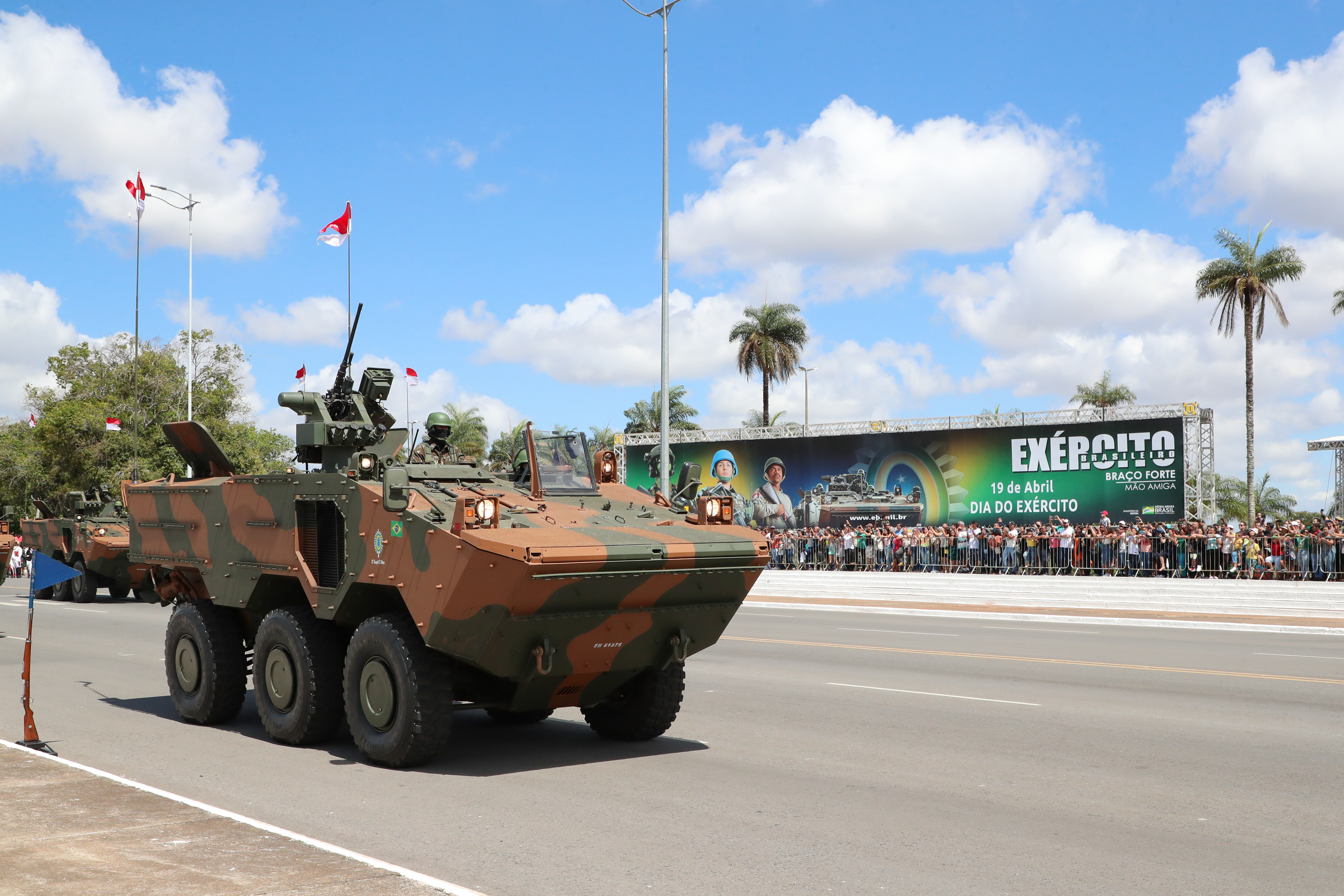
VBTP-MR Guarani Equipado con la torreta Remax

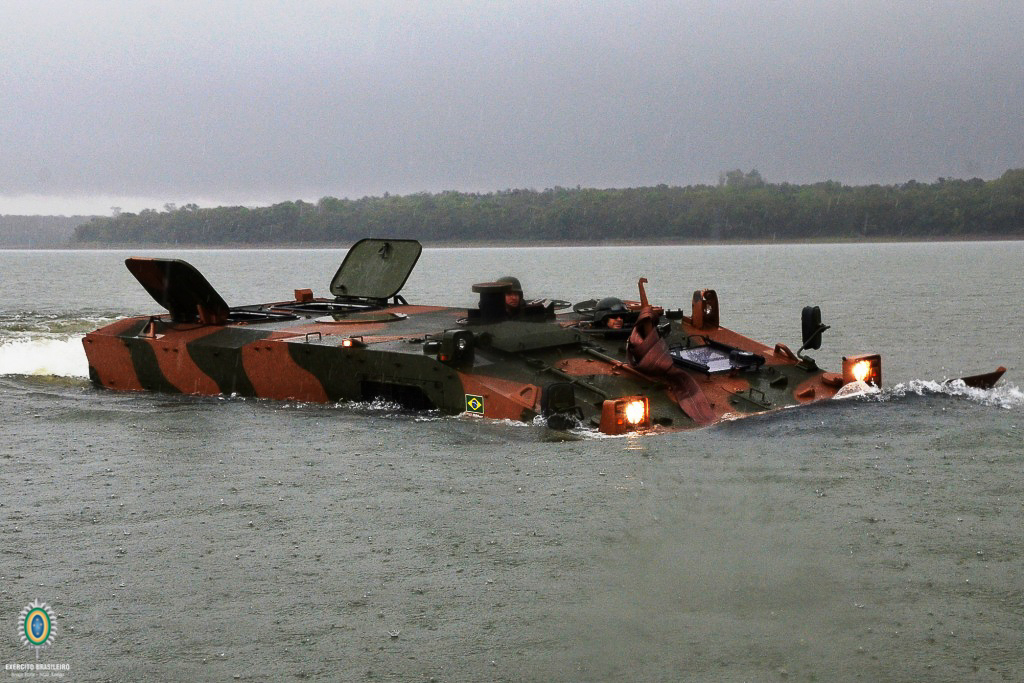
VBTP-MR Guarani Navegando por el río Paraguay

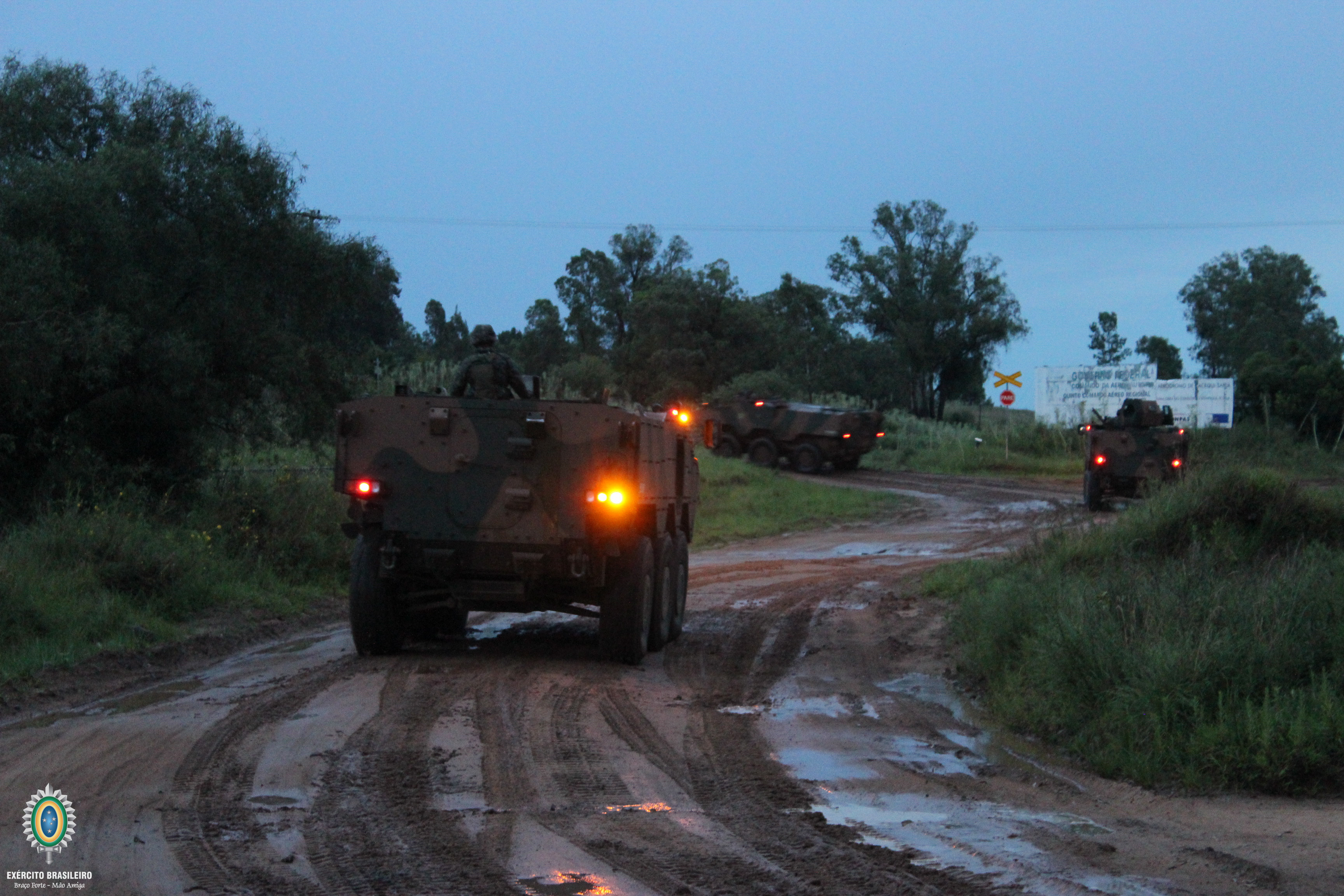
VBTP-MR Guarani en operación nocturna

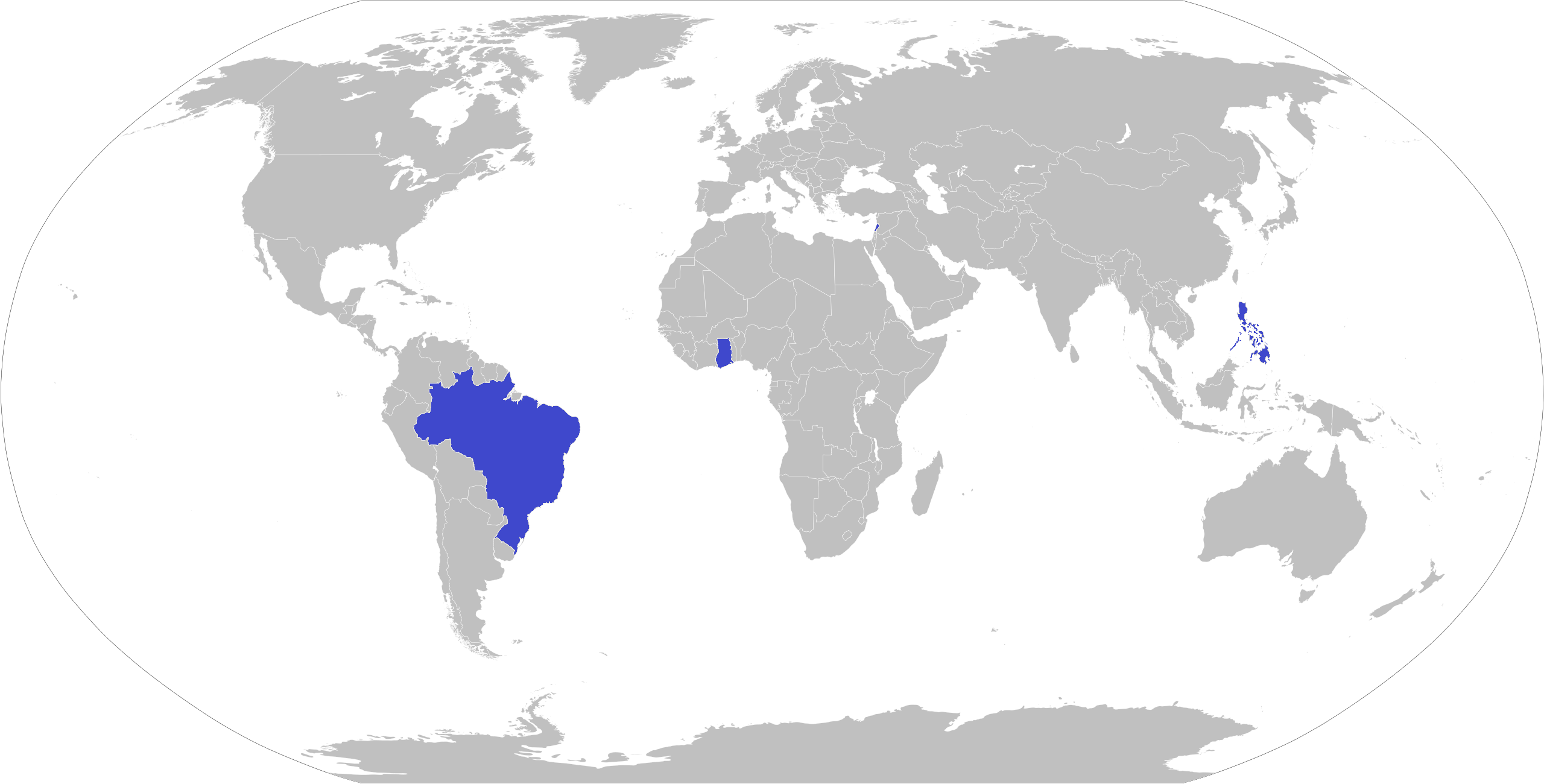
Operadores del VBTP Guarani

## Despliegue y exportación
El Ejército brasileño ha firmado un contrato por valor de aproximadamente 2,5 mil millones de euros para el suministro de ésta nueva serie de vehículos blindados, todos basados en el modelo VBTP-MR. Los vehículos reemplazarán a la vieja serie de blindados Urutu y Cascavel, aún empleada hoy día por las Fuerzas Armadas brasileñas.
El proyeto Forças Blindadas del Ejército Brasilero incluye el suministro de más de 2.044 vehículos de los cuales 1279 son de los Guarani en sus distintas versiones, no se incluye las posibles ventas a sus vecinos y otras ya consolidadas en el extranjero; así como el apoyo logístico para su producción, por un período de 20 años. Las entregas han comenzado en el 2012 y continuarán por hasta 18 años, si no surgen pedidos adicionales.
No se descarta que algunos de los países de la región que han expresado interés (Argentina, Chile, Colombia, Perú) puedan hacer pedidos en firme. El diseño moderno y relaciones políticas lo hacen posible. El gran inconveniente para exportar son las ofertas a precios reducidos de material excedente de EE. UU. o Rusia, así como los agresivos precios que ofrece China.
En el año 2023, los Guaraní del Ejército de Brasil se desplegaron en Argentina en el marco del ejercicio binacional realizado junto al Ejército Argentino, denominado como Arandú 2023. También Argentina desplegó los tanques TAM y Vehículos de combate de infantería VCTP que operaron conjuntamente con los Guaraní.

## Diseño
Su diseño y sistema de impulsión, que es sobre ruedas, se dan en un cabinaje cuadrado, pero con una mejor y mayor protección balística que sus antecesores, gracias a su blindaje de nueva tecnología, y con una amplia posibilidad de ser dotado con casi cualquier sistema de armas modulares presentes en el mercado militar actual y futuro.
IVECO ha aportado al diseño los últimos avances para hacer frente a la amenaza de minas e IED. Asimismo se ha tratado de no exceder el peso sin perder protección ni aumentar la vulnerabilidad de los ocupantes. El diseño busca que sea posible integrar nuevas armas y equipos, haciendo un vehículo escalable que sea la base de una familia de vehículos.

## Variantes - Ejército Brasileño
- VBTP-MSR - Vehículo estándar, 1018 unidades, en producción,[7][9]

- VBE-Eng - Vehículo de Ingeniería, 25 unidades[7]

- VBE-PC - puesto de comando, 59 unidades [7]

- VBT-Amb - Vehículo de transporte y auxilio sanitario, 30 unidades.[7]

- VBC AAe-MSR - Defensa antiaérea de corto alcance con un lanzador triple de misiles RBS-70NG, 57 unidades.[10]

- VBE-CDT - Control de tiro y fuego de artillería, 14 unidades.[7]

- VBC-Mrt - Portamortero de dos puertas, puede transportar un mortero de calibre 81 mm o 120 mm, 83 unidades.[7]

- VBC-COM - Puesto de comunicaciones, comando y control, 22 unidades.[7]

- VBCI - con una torreta artillada con un cañón de calibre 30 mm MK44 Bushmaster II, 32 unidades.[7] 1

## Usuarios

### Actuales
- Brasil: Ejército Brasileño: +710 Unidades en activo de 1279 programadas.
- Filipinas: 28 Unidades.[11]
- Líbano: Ejército del Líbano: 10 Unidades.[7]
- Ghana: 11 unidades equipadas con Remax, anunciadas en julio de 2021.[12]

### Frustrados
- Argentina: En mayo de 2021 una unidad del guaraní fue enviado por pruebas de 30 días para el programa argentino VCBR.[13]El 23 de enero de 2023, se firmó en la Casa Rosada una Carta de intención para la adquisición de 156 blindados Guaraní.[14]Se tenía previsto que el Banco Nacional de Desarrollo Económico y Social financiara la operación, sin embargo, en junio de 2023 el Ministerio de Hacienda de Brasil canceló la compra por considerar que Argentina no podría pagar el préstamo.[15][16]
- Ucrania: En abril de 2023, Ucrania solicitó 450 blindados Guaraní, que tendrían como fin atender emergencias humanitarias en la guerra.[17]Meses después, el Ministerio de Defensa de Brasil, denegó la solicitud, impidiendo la negociación entre Ucrania y la empresa Iveco.[18][19]